# Urlo (Litfiba)
Urlo è la seconda raccolta non ufficiale (in quanto non autorizzata dalla band) dei Litfiba pubblicata nel 1994 dalla Warner Music Italy. La raccolta include unicamente canzoni tratte dal repertorio anni ottanta della band.

## Tracce
1. Tex (remix)[1] - 5:35
2. Gira nel mio Cerchio[2] - 3:36
3. Corri (nuova versione)[1] - 4:02
4. Paname (nuova versione)[1] - 5:25
5. Oro Nero[2] - 3:45
6. Amigo[3] - 3:21
7. Louisiana[3] - 5:32
8. Bambino (nuova versione)[1] - 5:03
9. Santiago[3] - 3:39
10. Desaparecido[4] - 3:24
11. Resta[2] - 2:55
12. Ferito[2] - 4:26
13. Apapaia (remix)[1] - 5:01
14. Eroi nel vento (nuova versione)[1] - 3:34